# Kamimuria zonata
Kamimuria zonata är en bäcksländeart som beskrevs av Ignac Sivec och Bill P.Stark 2008. Kamimuria zonata ingår i släktet Kamimuria och familjen jättebäcksländor. Inga underarter finns listade i Catalogue of Life.